# Przytuły (Olecko)

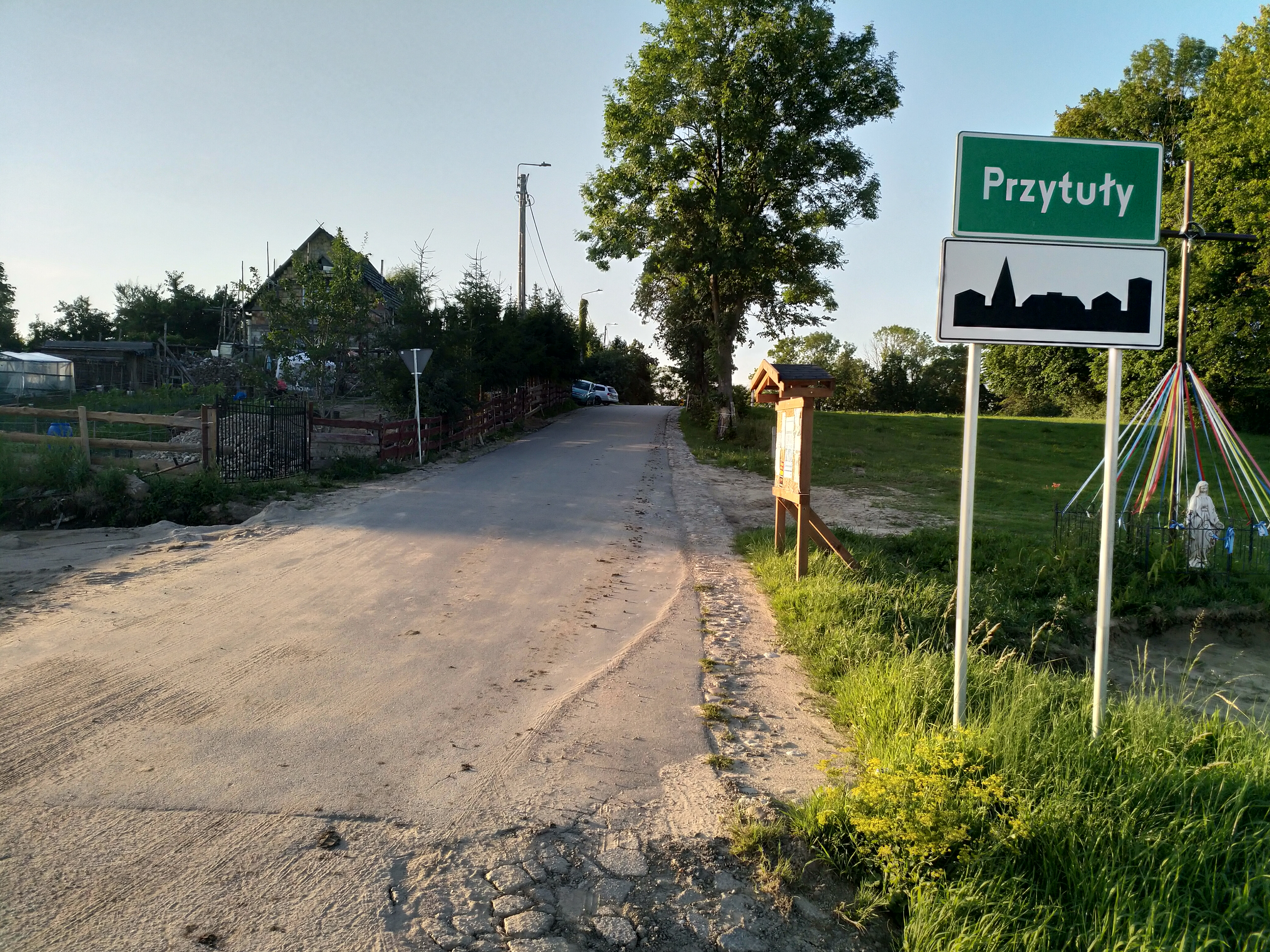
Przytuły (2024)

Przytuły (deutsch Przytullen, 1938 bis 1945 Siebenbergen) ist ein Ort in der polnischen Woiwodschaft Ermland-Masuren, der zur Stadt-und-Land-Gemeinde Olecko (Marggrabowa, umgangssprachlich auch Oletzko, 1928 bis 1945 Treuburg) im Powiat Olecki (Kreis Oletzko, 1933 bis 1945 Kreis Treuburg) gehört.

## Geographische Lage
Przytuły liegt im Osten der Woiwodschaft Ermland-Masuren, vier Kilometer nordöstlich der Kreisstadt Olecko.

## Geschichte
Der seinerzeit Babkoff genannte kleine Ort wurde 1564 gegründet. Vor 1785 Przitullen und bis 1938 Przytullen genannt, bestand er aus mehreren kleinen Höfen und Gehöften. Im Jahr 1874 wurde Przytullen in den neu errichteten Amtsbezirk Krupinnen (polnisch Krupin) aufgenommen. Er bestand bis 1945 und gehörte zum Kreis Oletzko (1933 bis 1945: Kreis Treuburg) im Regierungsbezirk Gumbinnen der preußischen Provinz Ostpreußen. Im gleichen Zeitraum war Przytullen dem Standesamt Marggrabowa, ab 1913 dem Standesamt Sczeczinken (1916 bis 1945: Eichhorn, polnisch Szczecinki) zugehörig.
Die Zahl der Einwohner Przytullens belief sich im Jahr 1910 auf 113. Diese Zahl verringerte sich bis 1933 auf 92 und betrug 1939 noch 85.
Aufgrund der Bestimmungen des Versailler Vertrags stimmte die Bevölkerung im Abstimmungsgebiet Allenstein, zu dem Przytullen gehörte, am 11. Juli 1920 über die weitere staatliche Zugehörigkeit zu Ostpreußen (und damit zu Deutschland) oder den Anschluss an Polen ab. In Przytullen stimmten 72 Einwohner für den Verbleib bei Ostpreußen, auf Polen entfiel keine Stimme.
Am 3. Juni 1938 wurde Przytullen aus politisch-ideologischen Gründen der Abwehr fremdländisch klingender Ortsnamen in „Siebenbergen“ umbenannt.
In Kriegsfolge kam der Ort 1945 mit dem gesamten südlichen Ostpreußen zu Polen und führt seither die polnische Namensform „Przytuły“. Er ist heute in das Schulzenamt (polnisch sołectwo) Możne (Moosznen, 1936 bis 1938 Mooschnen, 1938 bis 1945 Moschnen) einbezogen und ist somit ein Teil der Stadt-und-Land-Gemeinde Olecko (Marggrabowa, 1928 bis 1945 Treuburg) im Powiat Olecki (Kreis Oletzko, 1933 bis 1945 Kreis Treuburg), bis 1998 der Woiwodschaft Suwałki, seither der Woiwodschaft Ermland-Masuren zugehörig.

## Religionen
Bis 1913 war Przytullen in die evangelische Kirche Marggrabowa, ab 1913 in das neue Kirchspiel Sczeczinken (1916 bis 1945 Eichhorn, polnisch Szczecinki) der Kirche Mierunsken (1938 bis 1945 Merunen, polnisch Mieruniszki) in der Kirchenprovinz Ostpreußen der Kirche der Altpreußischen Union sowie in die katholische Pfarrkirche der Kreisstadt im Bistum Ermland eingepfarrt.
Heute besteht die Beziehung der katholischen Einwohner von Przytuły zur Kreisstadt erneut. Sie gehört jetzt allerdings zum Bistum Ełk der Römisch-katholischen Kirche in Polen. Die in Przytuły lebenden evangelischen Kirchenglieder orientieren sich zu den Kirchen in Ełk und Gołdap, beide in der Diözese Masuren der Evangelisch-Augsburgischen Kirche in Polen gelegen.

## Verkehr
Przytuły ist auf einem Landweg zu erreichen, der bei Dąbrowskie-Osada von der polnischen Woiwodschaftsstraße DW 653 (von 1939 bis 1944 deutsche Reichsstraße 127) abzweigt und bis nach Imionki (Prostkergut) führt. 
Eine Bahnanbindung besteht über den Bahnhof in Olecko an der – zwischen Ełk und Olecko nur im Güterverkehr befahrenen – einstigen Bahnstrecke Ełk–Tschernjachowsk (deutsch Lyck–Insterburg).